# Dolophilodes distinctus
Dolophilodes distinctus är en nattsländeart som först beskrevs av Walker 1852.  Dolophilodes distinctus ingår i släktet Dolophilodes och familjen stengömmenattsländor. Inga underarter finns listade i Catalogue of Life.